# Lathromeris viggianii
Lathromeris viggianii är en stekelart som beskrevs av Yousuf och Shafee 1988. Lathromeris viggianii ingår i släktet Lathromeris och familjen hårstrimsteklar. Inga underarter finns listade i Catalogue of Life.